# Міські агломерації України
Міські агломерації України — міські агломерації, сформовані біля великих міст України (наприклад — Київ, Львів) і в промислових регіонах (наприклад — Донецьк, Кривий Ріг).

## Найбільші агломерації
Зараз виділяють 23 найбільших агломерацій в Україні: Київська, Харківська, Донецько-Макіївська, Дніпровська, Одеська, Львівська, Криворізька, Горлівсько-Єнакіївська, Чернівецька, Центрально-Луганська (Алчевсько-Стаханівська), Вінницька, Івано-Франківська, Краматорсько-Костянтинівська, Тернопільська, Хмельницька, Південно-Луганська (Краматорська), Херсонська, Закарпатська агломерація (Ужгородська), Кременчуцька, Сєвєродонецько-Лисичанська, Шахтарська, Білоцерківська, Нікопольська, Павлоградська, Маріупольська, та інші міські агломерації. З'являються й протоагломерації. Серед них вирізняється Запорізька агломерація.
Донецько-Луганське скупчення агломерацій може розглядатися як конурбація з населенням 4 750 тисяч осіб.
У 19 найбільших міських агломераціях України проживає близько 17 млн осіб, 36 % населення країни.
| №  | Назва                                  | Населення на 1 січня 2017 року, тисяч осіб | Площа, км² | Щільність населення, осіб/км² | Головні міста                                                           | Обслуговуючий міжнародний аеропорт |
| -- | -------------------------------------- | ------------------------------------------ | ---------- | ----------------------------- | ----------------------------------------------------------------------- | ---------------------------------- |
| 1  | Київська                               | 3740,7                                     | 13593      | 275,2                         | Київ, Бориспіль, Бровари, Васильків, Ірпінь, Обухів                     | Бориспільський                     |
| 2  | Харківська                             | 2076,2                                     | 11847      | 175,2                         | Харків, Чугуїв, Люботин                                                 | Харківський                        |
| 3  | Донецька                               | 1840,7                                     | 8093       | 227,4                         | Донецьк, Макіївка, Харцизьк, Авдіївка, Ясинувата, Докучаєвськ, Вугледар | -                                  |
| 4  | Дніпровська                            | 1731,2                                     | 12887      | 134,3                         | Дніпро, Кам'янське, Новомосковськ, Вільногірськ, Синельникове           | Дніпровський                       |
| 5  | Одеська                                | 1585,2                                     | 3990       | 162,0                         | Одеса, Білгород-Дністровський, Біляївка, Чорноморськ, Теплодар, Южне    | Одеський                           |
| 6  | Львівська                              | 1239,2                                     | 9096       | 136,2                         | Львів                                                                   | Львівський                         |
| 7  | Криворізька                            | 1010,1                                     | 19919      | 58,78                         | Кривий Ріг, Олександрія, Жовті Води                                     | Криворізький                       |
| 8  | Запорізька                             | 1009,5                                     | 8200       | 123,1                         | Запоріжжя                                                               | Запорізький                        |
| 9  | Чернівецька                            | 731,8                                      | 4971       | 147,2                         | Чернівці                                                                | Чернівецький                       |
| 10 | Вінницька                              | 658,1                                      | 5100       | 129,0                         | Вінниця, Жмеринка                                                       | Бориспільський                     |
| 11 | Горлівська                             | 652,4                                      | 2708       | 240,9                         | Горлівка, Єнакієве, Бахмут, Дебальцеве, Торецьк                         | -                                  |
| 13 | Краматорсько-Костянтинівська           | 642,8                                      | 4199       | 153,1                         | Костянтинівка, Краматорськ, Дружківка, Слов'янськ                       | Харківський                        |
| 12 | Маріупольська                          | 639,7                                      | 4597       | 139,1                         | Маріуполь                                                               | Запорізький                        |
| 14 | Луганська                              | 554,4                                      | 4352       | 127,4                         | Луганськ                                                                | -                                  |
| 15 | Миколаївська                           | 554,2                                      | 3040       | 182,3                         | Миколаїв                                                                | Миколаївський                      |
| 16 | Рівненська                             | 541,9                                      | 5305       | 102,1                         | Рівне, Дубно                                                            | Рівненський                        |
| 17 | Херсонська                             | 529,4                                      | 7409       | 71,4                          | Херсон, Гола Пристань                                                   | Миколаївський                      |
| 18 | Черкаська                              | 528,3                                      | 4199       | 125,8                         | Черкаси, Сміла, Золотоноша                                              | Бориспільський                     |
| 19 | Хмельницька                            | 526,0                                      | 6500       | 80,9                          | Хмельницький, Старокостянтинів                                          | Хмельницький                       |
| 20 | Житомирська                            | 518,5                                      | 5872       | 88,3                          | Житомир, Бердичів                                                       | Бориспільський                     |
| 21 | Івано-Франківська                      | 498,7                                      | 3026       | 164,8                         | Івано-Франківськ                                                        | Івано-Франківський                 |
| 22 | Алчевсько-Кадіївська*                  | 493,0                                      | -          | -                             | Алчевськ, Брянка, Голубівка, Кадіївка, Первомайськ                      | -                                  |
| 23 | Сумська                                | 490,4                                      | 6009       | 81,6                          | Суми, Лебедин                                                           | Харківський                        |
| 24 | Тернопільська                          | 487,6                                      | 4473       | 109,0                         | Тернопіль                                                               | Тернопільський                     |
| 25 | Кременчуцька                           | 460,2                                      | 6853       | 67,1                          | Кременчук, Світловодськ, Горішні Плавні                                 | Криворізький                       |
| 26 | Ужгородська                            | 458,8                                      | 3237       | 141,7                         | Ужгород, Мукачеве                                                       | Ужгородський                       |
| 27 | Полтавська                             | 431,2                                      | 4277       | 100,8                         | Полтава                                                                 | Дніпровський                       |
| 28 | Луцька                                 | 421,6                                      | 4302       | 98,0                          | Луцьк                                                                   | Львівський                         |
| 29 | Севастопольська**                      | 400,0                                      | -          | -                             | Севастополь                                                             | -                                  |
| 30 | Чернігівська                           | 386,0                                      | 3591       | 107,5                         | Чернігів, Славутич                                                      | Бориспільський                     |
| 31 | Сєвєродонецько-Лисичанська агломерація | 380,4                                      | 1823       | 208,7                         | Сєвєродонецьк, Лисичанськ, Рубіжне, Кремінна                            | Харківський                        |
| 32 | Сімферопольська**                      | 380,0                                      | -          | -                             | Сімферополь                                                             | -                                  |
| 33 | Покровська                             | 323,9                                      | 3711       | 87,3                          | Добропілля, Покровськ, Мирноград, Новогродівка, Селидове                | Дніпровський                       |
| 34 | Павлоградська                          | 295,7                                      | 5010       | 59,0                          | Павлоград, Тернівка, Першотравенськ.                                    | Дніпровський                       |
| 35 | Калуська                               | 289,7                                      | 3563       | 81,3                          | Калуш, Болехів                                                          | Івано-Франківський                 |
| 36 | Кропивницька                           | 282,1                                      | 2627       | 107,4                         | Кропивницький                                                           | Криворізький                       |
| 37 | Хрустальненська                        | 270,8                                      | 2132       | 127,0                         | Хрустальний, Антрацит, Ровеньки                                         | -                                  |
| 38 | Нікопольська                           | 300,9                                      | 3243       | 83,2                          | Нікополь, Марганець, Покров                                             | Криворізький                       |
| 39 | Кам'янець-Подільська                   | 268,5                                      | 3676       | 73,0                          | Кам'янець-Подільський                                                   | Чернівецький                       |
| 40 | Мелітопольська                         | 265,4                                      | 5640       | 47,0                          | Мелітополь                                                              | Запорізький                        |
| 41 | Шахтарська                             | 243,7                                      | 1548       | 157,4                         | Шахтарськ, Хрестівка, Сніжне, Чистякове, Жданівка.                      | -                                  |
| 42 | Дрогобицька                            | 237,6                                      | 1365       | 174,0                         | Дрогобич, Борислав, Трускавець                                          | Львівський                         |
| 43 | Червоноградська                        | 223,9                                      | 2296       | 97,5                          | Червоноград                                                             | Львівський                         |
| 44 | Ялтинська**                            | 191,8                                      | 883        | 217,2                         | Ялта, Алушта                                                            | -                                  |
| 45 | Кахівська                              | 187,5                                      | 3400       | 55,1                          | Нова Каховка, Каховка                                                   | Миколаївський                      |
| 46 | Бердянська                             | 171,5                                      | 3260       | 52,6                          | Бердянськ                                                               | Запорізький                        |
| 47 | Сорокинська                            | 131,6                                      | 1463       | 90,0                          | Сорокине                                                                | -                                  |
| 48 | Стрийська                              | 127,1                                      | 844        | 150,6                         | Стрий                                                                   | Львівський                         |
| 49 | Довжанська                             | 91,5                                       | 1216       | 75,2                          | Довжанськ                                                               | -                                  |

Джерело: Державна служба статистики України
* — дані по площі території відсутні
**- дані на 2010 рік

## Агломерації за регіоном
Чисельність населення — в тисячах осіб.

### Агломерації півдня і сходу України
- Дніпровська агломерація — 1,860-2,424
- Харківська агломерація — 1,730-2,158
- Донецька (Донецько-Макіївська) агломерація — 1,700-2,010
- Одеська агломерація — 1,191-1,547
- Запорізька агломерація — 850-1,101
- Горлівсько-Єнакіївська агломерація — 665—783
- Північно-Луганська (Луганська) агломерація — 520—688
- Маріупольська агломерація — 520—647
- Миколаївська агломерація — 524—591
- Центрально-Луганська (Алчевсько-Стахановська) агломерація — 513
- Краматорсько-Костянтинівська — 486—643
- Південно-Луганська (Краснолуцька) агломерація — 460
- Херсонська агломерація — 425—568
- Севастопільська агломерація — 400
- Сімферопільська агломерація — 380
- Нікопольська агломерація — 312
- Покровська агломерація — 312—380
- Сєвєродонецько-Лисичанська агломерація — 345—360
- Шахтарська агломерація — 250—321
- Нікопольська агломерація — 300
- Мелітопольська агломерація — 288
- Павлоградська агломерація — 300
- Бердянська агломерація — 192
- Південно-Кримська (Ялтинська) агломерація — 188
- Каховська агломерація — 130
- Краснодонська агломерація
- Свердловська агломерація

### Агломерації центру України
- Криворізька агломерація — 1,170
- Черкаська агломерація — 557
- Полтавська агломерація — 462
- Кременчуцька агломерація — 396—511
- Кропивницька агломерація— 282
- Білоцерківська агломерація— 289

### Агломерації півночі України
- Київська агломерація — 4,280
- Чернігівська агломерація
- Сумська агломерація
- Житомирська агломерація

### Агломерації заходу України
- Львівська агломерація — 1,148
- Чернівецька агломерація — 723
- Вінницька агломерація — 650
- Івано-Франківська агломерація — 504
- Закарпатська (Ужгородсько-Мукачівська) конурбація — 469
- Хмельницька агломерація — 467
- Калуш-Долинська агломерація — 298
- Дрогобицька агломерація — 172—237
- Нетішинська (Острозько-Славутська) агломерація — 177
- Червоноградська агломерація — 114—183
- Рівненська агломерація
- Тернопільська агломерація — 506
- Луцька агломерація
- Кам'янець-Подільська агломерація
- Стрийська агломерація
- Шепетівська агломерація